# Jenny Lee Lindberg
Pour les articles homonymes, voir Jennifer Lee (homonymie).
Jennifer Lee Lindberg, dite Jenny, née le 30 juillet 1981 est une auteure-compositrice-interprète et musicienne américaine.

## Biographie
Née dans le Nevada, elle la sœur cadette de l'actrice Shannyn Sossamon. Elle a grandi à Reno avant de s'installer à Los Angeles en même temps que sa sœur. Elle a des origines allemandes, néerlandaises, françaises, britanniques et irlandaises par ses parents.

## Carrière musicale
Elle a appris le piano durant son adolescence, avant de se mettre à la basse.

### Warpaint (depuis 2004)

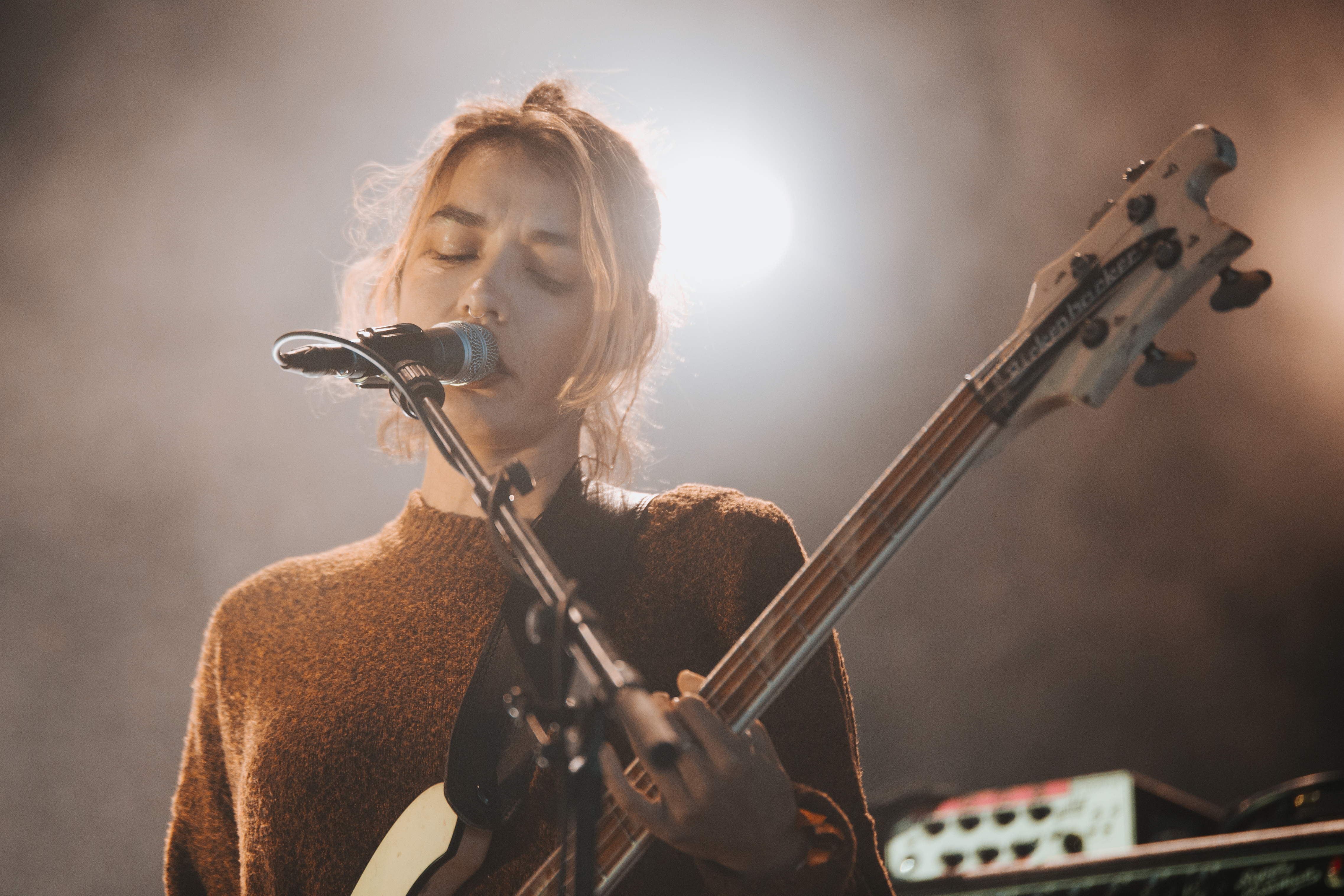
Lindberg joue avec Warpaint au Festival de Roskilde en 2017.

Elle cofonde le groupe Warpaint le 14 février 2004 avec sa sœur Shannyn Sossamon, Theresa Wayman et Emily Kokal. Sossamon quittera le groupe en 2008 pour se consacrer à sa carrière d'actrice. Après plusieurs remplacements, Stella Mozgawa devient la batteuse du groupe dont la formation est inchangée depuis 2009.
Après un EP en 2008 intitulé Exquisite Corpse, Warpaint signe un contrat avec le label Rough Trade et sort deux albums studios intitulés The Fool en 2010 puis Warpaint en 2014. Le second album est suivi d'une tournée mondiale de plus de trois-cent dates. Un troisième album studio est prévu courant 2016.

## Discographie

### Avec Warpaint
- 2008 : Exquisite Corpse (EP)
- 2010 : The Fool (Rough Trade)
- 2014 : Warpaint (Rough Trade)
- 2016 : Heads Up (Rough Trade)

### Solo
- 2015 : Right On! (Rough Trade)